# Thomas Wright
Thomas Wright (22 de septiembre de 1711-22 de febrero de 1786) fue un astrónomo inglés, matemático, constructor de instrumental de medición, arquitecto y diseñador de jardines. Formuló una hipótesis que permitía explicar el aspecto de la Vía Láctea cuando se contempla desde la Tierra.

## Semblanza

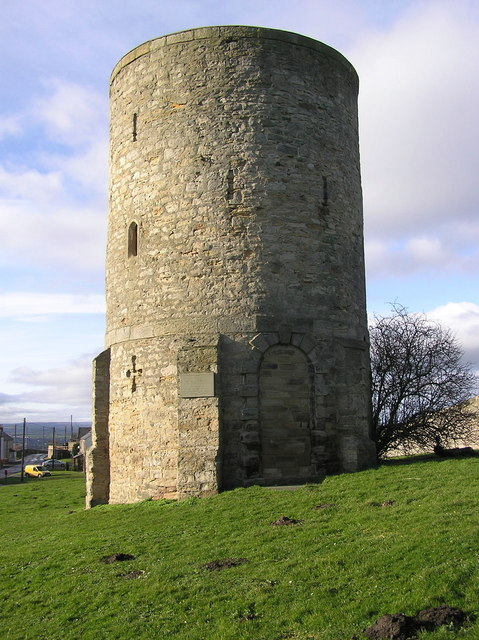
Observatorio de Wright en Westerton

Wright nació en Byers Green en el condado de Durham. Era el tercer hijo de John y Margaret Wright de Pegg's Poole House. Su padre era carpintero. En 1730 asistió a una escuela en Sunderland, donde aprendió matemáticas y navegación. Posteriormente se trasladó a Londres para trabajar en algunos proyectos para personas adineradas, y tras visitar Ámsterdam, Volvería a Durham y con sus ganancias construiría un pequeño observatorio en Westerton.
Navegación
Estableció una escuela para enseñar navegación y fabricó instrumentos para la venta. Wright conoció a Richard Lumley, segundo conde de Scarborough, en 1733. A través de este contacto, el Almirantazgo aprobó la publicación, en 1734, de Clavis pannautici de Wright. En 1742 publicó Clavis coelestis, un gran diagrama grabado de los cielos destinado a ser un instrumento de enseñanza.
Astronomía
Es conocido por su publicación titulada “La teoría original o nueva hipótesis del universo” (en inglés: An original theory or new hypothesis of the universe) del año 1750, en la que explica la apariencia de la Vía Láctea como un efecto óptico debido a nuestra posición relativamente cercana al centro de la galaxia, pero vista desde plano horizontal de la misma. Esta idea posteriormente fue tomada y mejorada por Immanuel Kant en su trabajo “Historia Universal Natural” y “Teoría del Cielo”.
Diseño de jardines
Wright visitó Irlanda en 1746. En esta época daba clases a señoras aristocráticas de matemáticas y astronomía. Gracias a estos contactos, se pudo dedicar a la parcelación de grandes propiedades, planificando al menos 15 jardines y grutas. Se le acredita el trabajo de diseño y construcción de los jardines de la casa Horton del Conde de Halifax, ubicada en Northamptonshire.
Publicó dos volúmenes de Arquitectura Universal en 1755 y 1758. Compró la casa donde había nacido en 1755, la reconstruyó y mejoró el sitio en los años siguientes. Murió allí en 1786.

## Eponimia
- El cráter lunar Wright[5] lleva su nombre, honor compartido con los científicos del mismo apellido William Hammond Wright (1871-1959) y Frederick Eugene Wright (1877-1953).